# يان ماكدونالد
يان ماكدونالد (بالإنجليزية: Ian MacDonald)‏ (30 أغسطس 1953 بإلغين في المملكة المتحدة - ) هو لاعب كرة قدم بريطاني في مركز قلب الدفاع. شارك مع منتخب اسكتلندا تحت 21 سنة لكرة القدم. أما مع النوادي، فقد لعب مع سانت جونستون ونادي دندي ونادي كارلايل يونايتد ونادي اربوراث.